# Малік Монк
Малік Ахмад Монк (англ. Malik Ahmad Monk, нар. 4 лютого 1998 року) – американський професійний баскетболіст, що виступає за команду Сакраменто Кінґс з Національної баскетбольної асоціації (НБА). В студентські роки грав за «Кентуккі Вайлдкетс».

## Шкільна кар'єра
Монк спершу вступив до старшої школи округу Східний Пойнсет в Лепанто, штат Арканзас, на перший курс навчання. Будучи першокурсником, він набирав у середньому 22,8 очка, 4,6 підбирання та 2,7 передачі за гру, привівши команду до загального результату 25-8 та виступу в грі чемпіонату штату класу 2А. Після сезону першокурсника Монк перейшов до старшої школи Бентонвіля в Бентонвілі, штат Арканзас. На третьому курсі він набирав у середньому 26,6 очок за гру. Навесні та влітку 2015 року Монк виступав за команду Аматорського Спортивного Союзу (AAU), "Арканзас Вінгс Еліт", у змаганнях Nike Elite Youth Basketball Circuit (EYBL), де набирав у середньому 19,7 очка за гру. Потім він брав участь у змаганнях Nike Global Challenge 2015 року за команду Сходу, де набрав 22 очки, 12 підбирань та 4 передачі, і отримав титул MVP турніру. 18 листопада 2015 року Монк перейшов до Кентуккі. Будучи старшокурсником, він набирав у середньому 28,6 очка, 4,4 передачі та 7,6 підбирання за гру. У 2016 році Монк взяв участь в 2016 McDonald's All-American Game та Jordan Brand Classic, де отримав відзнаку Co-MVP разом із товаришем по команді з Кентуккі Де'Аароном Фоксом.
11 березня 2016 року Монк зіграв свою останню гру у старшій школі, набравши 19 очок в поразці 59-49 в чемпіонаті штату 7А від середньої школи Кабота.
Монк отримав 5 зірок за спільною думкою і був визнаний одним з найкращих гравців у класі 2016 року чотирма основними рекрутинговими сервісами Rivals, ESPN, Scout та 247 Sports. Монк ортримав 9 місце в загальному рейтингу та 1 серед атакувальних захисників у класі старшої школи 2016 року.

## Студентська кар'єра
18 листопада 2015 року Монк написав у Twitter, що він буде виступати за Університет Кентуккі.
17 грудня 2016 року Монк встановив рекорд першого курсу університету Кентуккі, набравши 47 очок у перемозі над Університетом Північної Кароліни. Дванадцять днів по тому він набрав 34 очки з реалізацією 5 із 7 трьохочкових кидків у перемозі 99–76 над "Оле Міс". 21 січня 2017 року Малік набрав 27 очок у перемозі над Південною Кароліною з рахунком 85–69. 31 січня 2017 року він набрав 37 очок в грі проти "Джорджія Булдогз". 25 лютого 2017 року він зібрав 33 очки в перемозі над Флоридою 76–66. 28 лютого 2017 року Монк настріляв 27 очок у перемозі над Вандербільтом 73–67. Наприкінці сезону першокурсників Малік був визнаний Гравцем та Першокурсником Року Південно-східної конференції (SEC), і був одночасно включений як до першої загальної команди All-SEC, так і до команди усіх першокурсників SEC All-Freshman.
По завершенню сезону Монк оголосив, що відмовиться від останніх трьох років права навчання в університеті та візьме участь у драфті НБА 2017 року, де він, як очікувалось, мав бути вибраним у першому раунді.

## Професійна кар'єра

### Шарлотт Горнетс (2017 - дотепер)
22 червня 2017 року Монк був обраний під 11-м загальним номером на драфті НБА 2017 року "Шарлотт Горнетс". 2 липня 2017 р. він підписав свій контракт новачка з "Шершнями" на суму 15 726 047 доларів. Малік пропустив всю літню лігу НБА 2017 року через травму щиколотки. У своїй четвертій грі 25 жовтня 2017 року Монк записав 17 очок, 2 перехоплення та 2 передачі у перемозі над "Денвер Наггетс" 110–93. 1 листопада 2017 року, маючи під рукою тренера Кентуккі Джона Каліпарі, Монк набрав 25 очок у перемозі проти "Мілвокі Бакс" 126-121.

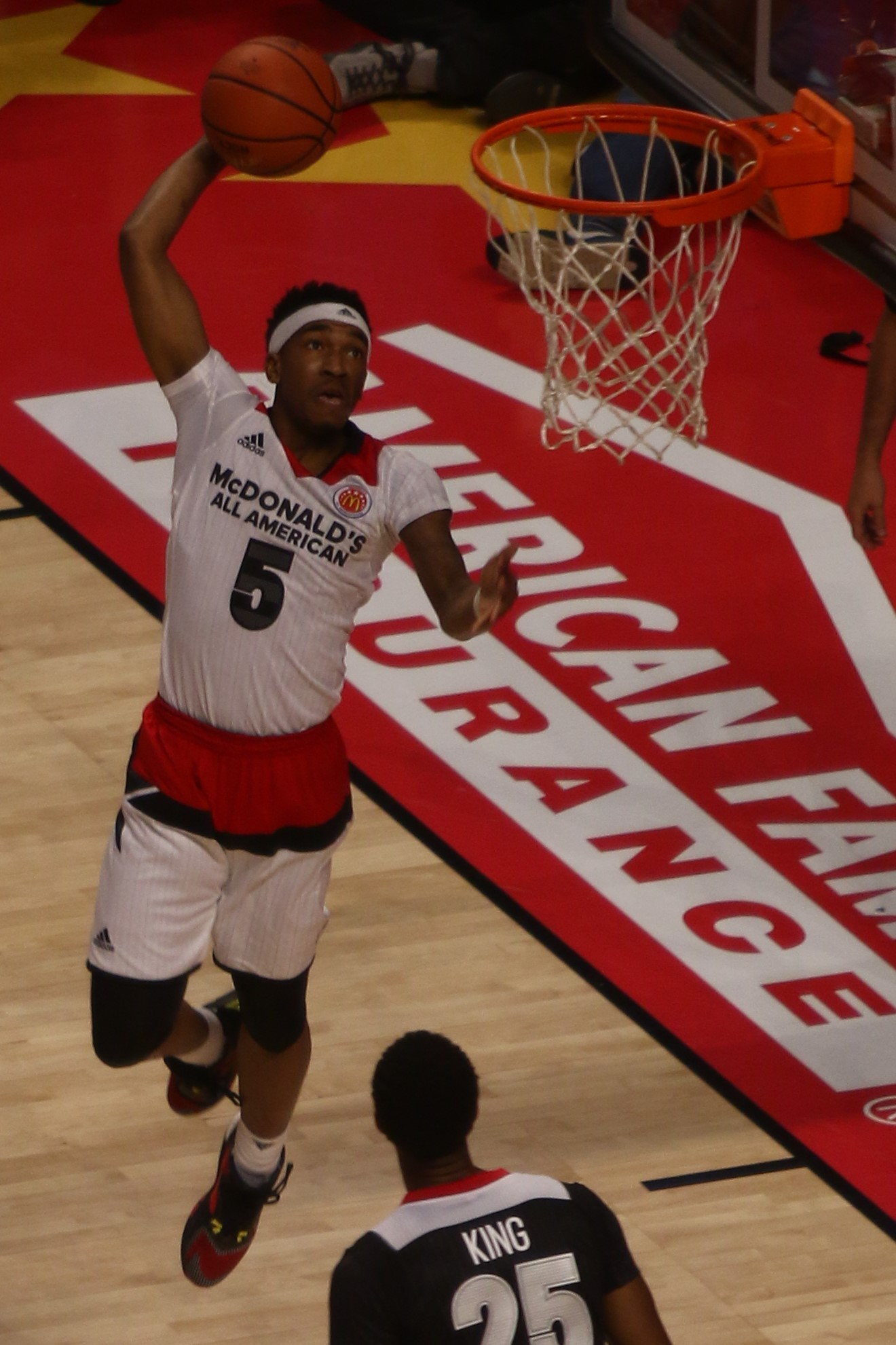
Слем-данк Монка у грі McDonald's All-American 2016 року

Під час свого першого сезону в НБА Монк був призначений на одну гру до складу команди "Горнетс" у G-лізі "Грінсборо Сворм". У грі 26 грудня 2017 року він набрав 25 очок, зібрав 8 підбирань та записав 4 передачі. 26 лютого 2020 року Монка було дискваліфіковано на невизначений термін через порушення політики НБА щодо вживання наркотичних речовин. До цього Малік набирав у середньому 10,3 очка та 2,9 підбирання за гру. Дискваліфікація була знята 8 червня 2017 року після того, як було встановлено, що він дотримується антинаркотичної програми.

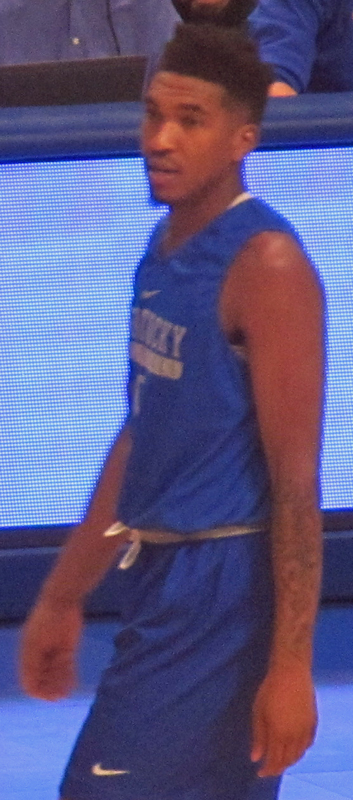
Малік Монк у грі за Кентуккі в 2016 році

## Статистика

### НБА

#### Регулярний сезон
| Сезон   | Команда | GP  | GS | MPG  | FG%  | 3P%  | FT%  | RPG | APG | SPG | BPG | PPG  |
| ------- | ------- | --- | -- | ---- | ---- | ---- | ---- | --- | --- | --- | --- | ---- |
| 2017–18 | Шарлотт | 63  | 0  | 13.6 | .360 | .342 | .842 | 1.0 | 1.4 | .3  | .1  | 6.7  |
| 2018–19 | Шарлотт | 73  | 0  | 17.2 | .387 | .330 | .882 | 1.9 | 1.6 | .5  | .3  | 8.9  |
| 2019–20 | Шарлотт | 55  | 1  | 21.3 | .434 | .284 | .820 | 2.9 | 2.1 | .5  | .3  | 10.3 |
| 2020–21 | Шарлотт | 42  | 0  | 20.9 | .434 | .401 | .819 | 2.4 | 2.1 | .5  | .1  | 11.7 |
| Кар'єра | Кар'єра | 233 | 1  | 17.8 | .403 | .339 | .843 | 2.0 | 1.8 | .4  | .2  | 9.1  |

### G-ліга НБА

#### Регулярний сезон
| Сезон   | Команда   | GP | GS | MPG  | FG%  | 3P%  | FT% | RPG | APG | SPG | BPG | PPG  |
| ------- | --------- | -- | -- | ---- | ---- | ---- | --- | --- | --- | --- | --- | ---- |
| 2017–18 | Грінсборо | 1  | 1  | 41.0 | .333 | .333 | –   | 8.0 | 4.0 | 1.0 | .0  | 25.0 |
| Кар'єра | Кар'єра   | 1  | 1  | 41.0 | .333 | .333 | –   | 8.0 | 4.0 | 1.0 | .0  | 25.0 |

### Коледж
| Сезон   | Команда  | GP | GS | MPG  | FG%  | 3P%  | FT%  | RPG | APG | SPG | BPG | PPG  |
| ------- | -------- | -- | -- | ---- | ---- | ---- | ---- | --- | --- | --- | --- | ---- |
| 2016–17 | Кентуккі | 38 | 37 | 32.1 | .450 | .397 | .822 | 2.5 | 2.3 | .9  | .5  | 19.8 |

## Особисте життя
Монк народився в родині Джекі Монк та Майкла Скейлза і є молодшим братом колишнього гравця в американський футбол Маркуса Монка.